# El viaje de los siete demonios
El viaje de los siete demonios es un libro escrito por Manuel Mujica Lainez. Fue publicado por Editorial Sudamericana en 1974.

## Reseña
La historia relata el viaje de los siete demonios principales del averno que representan cada uno los siete pecados capitales. Estos son enviados por el diablo al mundo para tentar a los hombres con sus especialidades pecadoras y este es el origen de los relatos extraños y divertidos que componen la novela de largo aliento. Cada una de las tentaciones se desarrollará en un lugar y época diferente.
Los siete demonios, ordenados según su protagonismo en los capítulos de la obra, son:
- Lucifer: soberbia (capítulo 2)
- Mammón: avaricia (capítulo 4)
- Leviatán: envidia (capítulo 6)
- Belcebú: gula (capítulo 8)
- Amón: ira (capítulo 10)
- Asmodeo: lujuria (capítulo 12)
- Belfegor: pereza (capítulo 14)